# دبورا بونهام
دبورا بونهام (انگلیسی: Deborah Bonham؛ زادهٔ ۷ فوریهٔ ۱۹۶۲) یک آوازه خوان اهل انگلستان است. وی از سال ۱۹۸۵ میلادی تاکنون مشغول فعالیت بوده‌است.
وی خواهر جان بونام است